# Scavi archeologici di Ankón

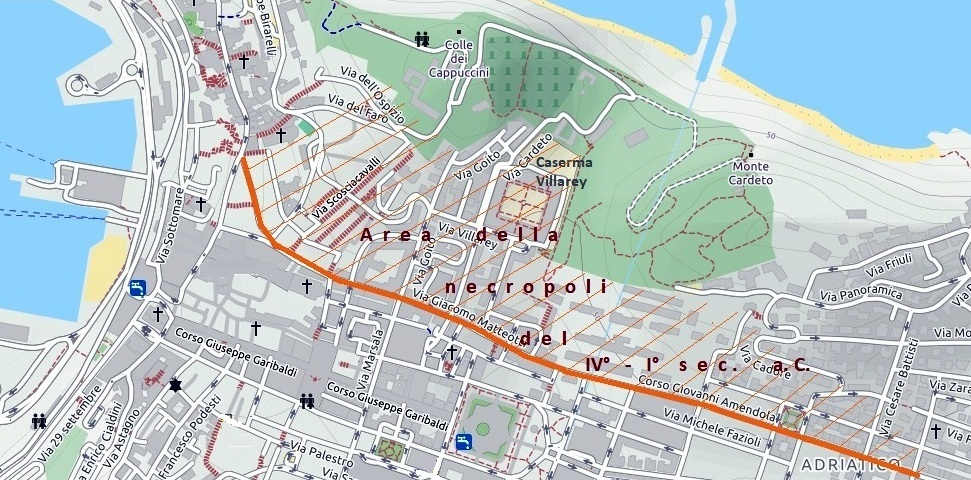
Area della necropoli del IV - I secolo a.C. - la linea arancione indica il percorso stradale verso il Cònero. L'attuale corso Amendola corrisponde agli antichi toponimi "via Santa Margherita" (sino al 1914 circa) e "corso Tripoli" (dal 1914 al 1945 circa).

Gli scavi archeologici di Ankón, ossia quelli relativi alla fase greca di Ancona, sono stati effettuati principalmente nella necropoli del IV - I secolo a.C. che si estendeva sulle pendici meridionali del Colle dei Cappuccini e di Monte Cardeto, come provano i numerosi ritrovamenti che, dall'Ottocento in poi, sono avvenuti in zona. Si tratta dell'area situata a nord dell'asse stradale via Matas-via Bernabei-via Matteotti- corso Amendola; in Età antica era questo il percorso che conduceva dalla città a monte Conero (si veda la mappa a fianco).
Nei capitoli seguenti si descrivono i più significativi ritrovamenti greci avvenuti ad Ancona, distinguendo tra quelli della tarda Età Classica (sino al 323 a.C.) e del Primo Ellenismo (323 - 230 a.C.) e quelli del Medio Ellenismo (230 - 170 a.C.) e del Tardo Ellenismo (170 - 30 a.C.).

## Ritrovamento della necropoli

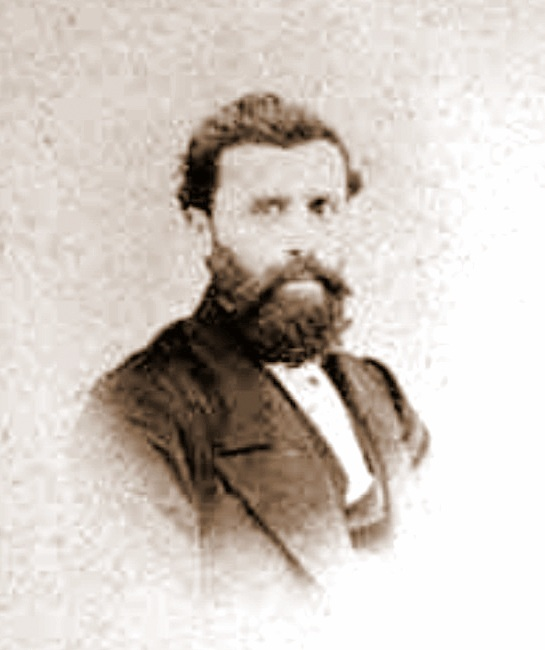
Carlo Rinaldini (1824-1866)

Dopo la proclamazione del Regno d'Italia, la città era stata dotata di un piano di ampliamento, per adeguarla al nuovo ruolo di piazzaforte di prima classe e ne seguì una rapida espansione edilizia fuori porta Calamo, ossia nella zona della necropoli ellenistica, che fu così riscoperta; precedentemente solo ritrovamenti sporadici facevano sospettare la sua presenza. 
Nel corso degli scavi necessari per realizzare le fondazioni dei nuovi palazzi e delle nuove strade, spesso venivano alla luce edifici, epigrafi e altri reperti dell'Ancona greca e romana. Ciò rendeva necessario l'intervento dell'appena costituita "Commissione per la conservazione degli oggetti d'arte e di antichità", che dovette subito mettersi all'opera affinché le testimonianze storiche ed archeologiche rinvenute non andassero distrutte o finissero nel mercato antiquario. 
Il patriota e storico Carlo Rinaldini fu eletto segretario della commissione e fu una figura centrale in questo periodo, avendo descritto accuratamente molti scavi: le sue relazioni dettagliate sono oggi preziose per ricostruire i contesti in cui furono rinvenuti i reperti. Inoltre, la commissione promosse una campagna di acquisti dei reperti, allora non protetti da una legislazione specifica. Il tutto confluì nell'erigendo "Gabinetto paleoetnografico ed archeologico delle Marche", istituito nel 1863 e inaugurato nel 1868, oggi Museo archeologico nazionale delle Marche. Fondamentale in questo senso fu anche il ruolo di Carisio Ciavarini, archivista e storico, successore del Rinaldini.

## Tarda Età Classica - prima Età Ellenistica

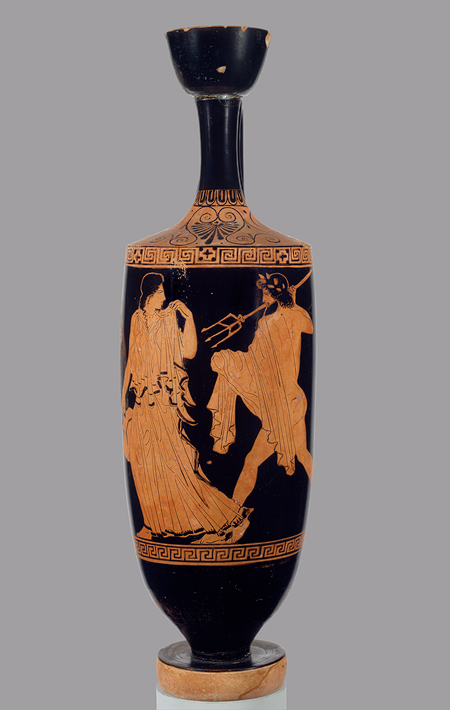
La lekythos con Amimone insidiata da Poseidon (440 a.C.).

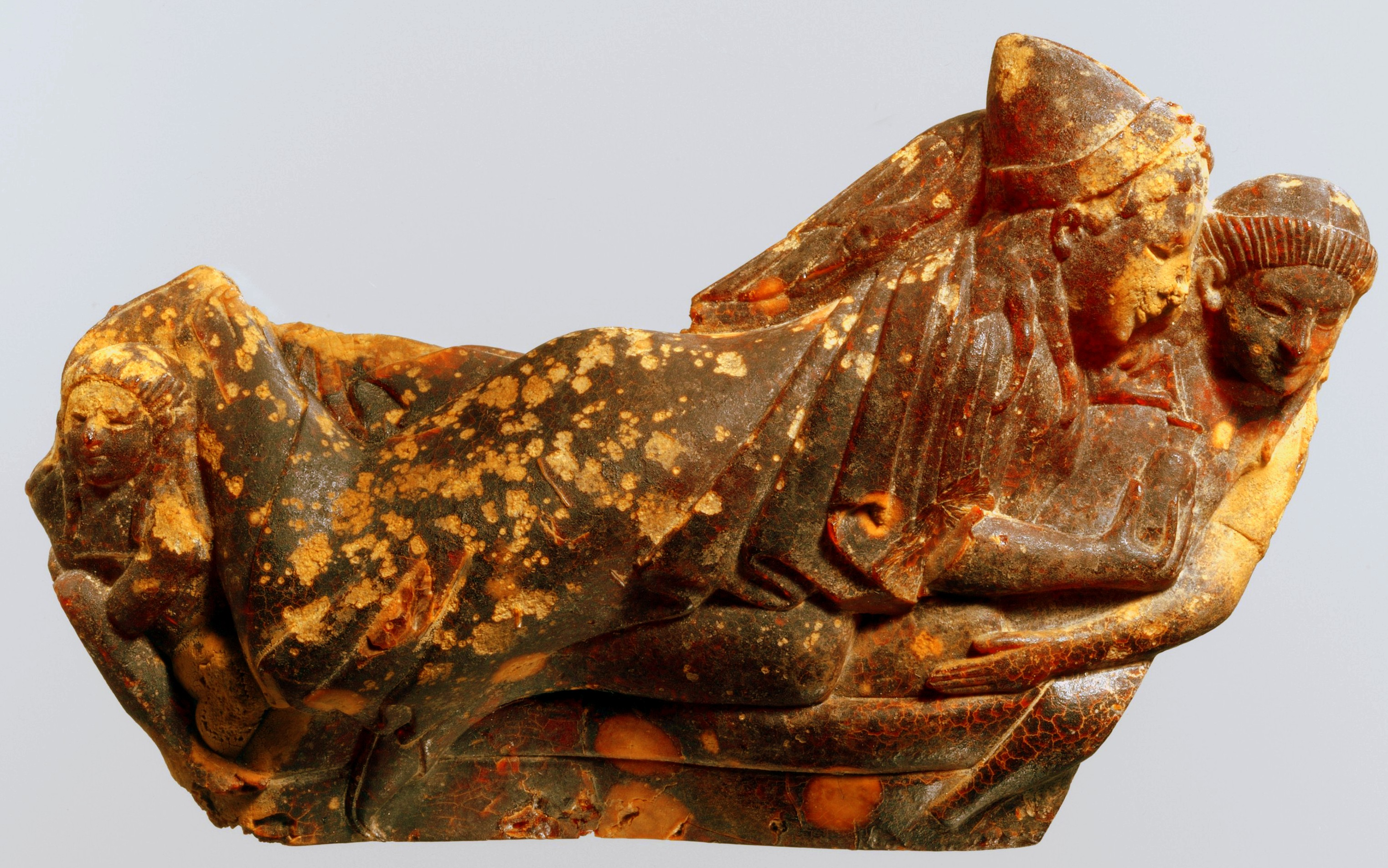
L'ambra etrusca con Afrodite ed Adone (500 a.C.).

Le testimonianze archeologiche del V e del IV secolo a.C. provenienti dalla necropoli sono più scarse rispetto a quelle dei secoli successivi. 
Si segnalano i seguenti reperti, perché particolarmente significativi come testimonianza dello sfarzo e dell'eleganza della società anconitana dell'epoca. Alcuni di essi sono purtroppo finiti in musei esteri.
- Corone d'oro, oggetti di prestigio tipici del IV secolo, che trovano confronto nelle coeve oreficerie di Taranto, Metaponto ed Eraclea; sono oggetti che testimoniano l'eroizzazione del defunto e che rimandano alla religiosità dionisiaca (al Museo archeologico nazionale delle Marche).
- Collane in materiali preziosi della fine del IV secolo: ambra[5] o terracotta ricoperta di foglia d'oro (al Museo archeologico nazionale delle Marche).
- La statuetta di bronzo del IV secolo a.C. raffigurante Poseidon, trovata nel 1854 nei pressi del campanile del Duomo ed ora conservato al Museum of Fine Arts di Boston[6][7].
- La statuetta in ambra intagliata con Afrodite ed Adone, trovata a Falconara ed ora al Metropolitan Museum of Art di New York, risalente alla fine del V sec. a.C.; è nota internazionalmente tra gli studiosi di arte greca con il nome di "ambra Morgan"[8]. È opera di arte etrusca (o influenzata da essa), testimoniante il culto di Afrodite nella zona di Ancona. In tale scultura Afrodite fa innamorare Adone facendogli odorare un profumo contenuto in un alabastron, come narra il mito[9][10]. È ritenuta dagli archeologi la più bella ambra scolpita del Piceno e probabilmente d’Italia ed ornava l’arco di una fibula[11].
- La lekythos a figure rosse con Amimone e Poseidon. Il dio è raffigurato con mantello e tridente, mentre Amimone indossa il chitone e porta un'hydrìa. Tutto ciò allude al mito in cui Amimone si trovava nel Peloponneso ed era impegnata in una difficile ricerca d'acqua per compiere un rito religioso; infatti, narra il mito, a quell'epoca tutte le sorgenti della zona si erano seccate per volere di Poseidon, come vendetta contro gli abitanti che avevano abbandonato il suo culto, passando a quello di Era. Durante la ricerca, Amimone inavvertitamente sveglia un satiro, che si mette ad inseguirla. Poseidon interviene per salvarla e lancia il suo tridente, che si conficca nella roccia. Invita poi la fanciulla ad estrarre l'arma, facendo in tal modo scaturire la nota sorgente di Lerna. È attribuita al pittore della phiale e datata al 430 a.C. circa. È stata ritrovata in una zona imprecisata della città di Ancona e anch'essa è ora conservata al Metropolitan Museum of Art di New York[12][13].

Si segnalano inoltre una lekythos a figure nere del 490 a.C. circa ed una kylix a figure rosse del 500-490 a.C. circa (da ritrovamento sporadico)

## Media e tarda Età Ellenistica

Un trapezoforo del I sec. d.C. proveniente dalla necropoli di età ellenistica.

La stele di Arbenta, con l'iscrizione "ΑΡΒΕΝΤΑ ΣΟΠΑΤΡΟΥ ΧΑΙΡΕ" (Arbenta Sopatrou, chaire), ossia "O Arbenta, figlio di Sopatros, addio!".

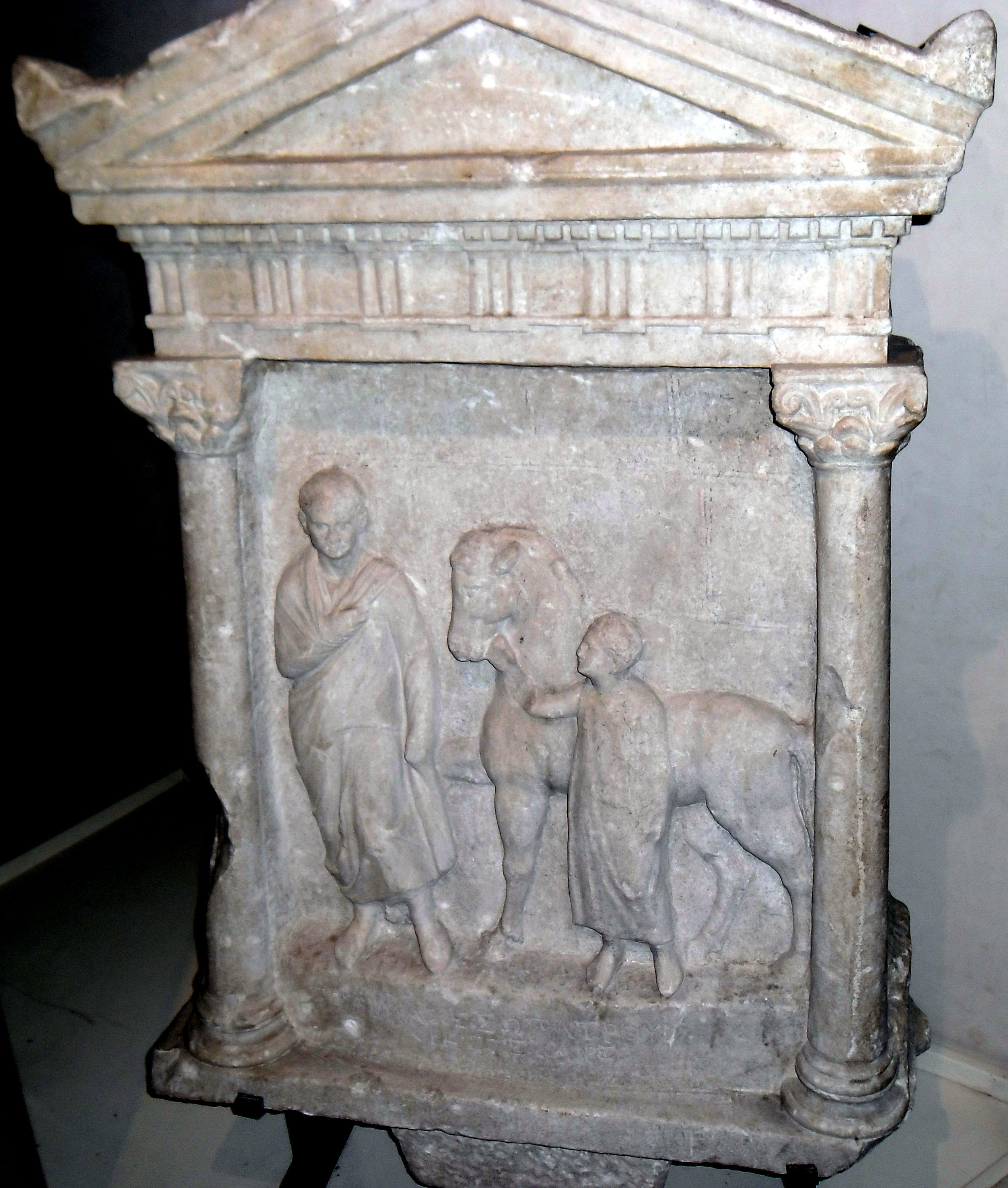
Stele di Simmaco, con l'iscrizione "ΣΥΜΜΑΧΕ ΣΟΠΑΤΡΟΥ ΧΡΗΣΤΕ ΧΑΙΡΕ" (Symmache Sopatrou chrēste chaire), ossia "O Simmachos, figlio di Sopatros, o valoroso, addio!".

Lungo l'asse stradale di via Matteotti - corso Amendola, fin dall'inizio del Novecento, sono state ritrovate occasionalmente numerose tombe del II e I secolo a.C., contenenti reperti ellenistici. Inoltre, tra il 1991 e il 1998, nel corso dei lavori di ristrutturazione della Caserma Villarey, furono portate alla luce di più di quattrocento tombe della necropoli greca e romana, contenenti ricchi corredi testimonianti le intense relazioni di Ancona con la Magna Grecia e il Mediterraneo orientale. Si può dunque dire che, durante il II e il I secolo a.C., i frequenti contatti con la Grecia rinverdivano continuamente l'origine dorica della città e contribuivano conservarne la grecità, nonostante la romanizzazione che procedeva velocemente in tutta la regione circostante, facendo di Ancona quasi un'enclave culturale, punto di contatto tra cultura greca, picena e gallica.
La maggior parte delle tombe è costituita da lastre in arenaria disposte a formare un rettangolo di mura ed un tetto a capanna. A volte le mura perimetrali sono invece in laterizio. È documentata anche l'uso della cremazione, con le ceneri poste in urne cilindriche di piombo; gli oggetti posti accanto ad esse sono analoghi a quelli ritrovati nelle tombe costituite da lastre di arenaria.
Una parte della necropoli (sette tombe in tutto) è visitabile presso la Caserma Villarey, dove, al di sotto del parcheggio multipiano, è stata allestita un'area archeologica.

### Le stele figurate e iscritte
Provengono da questa necropoli quattordici stele funerarie, con scene figurate a rilievo ed iscrizione greca, non ritrovate direttamente in associazione con le rispettive tombe, perché reimpiegate in epoche successive com materiale da costruzione. Le stele, la cui datazione varia dal II al I secolo a.C., sono preziose testimonianze del persistente uso della lingua greca durante la fase di passaggio verso la romanizzazione. Le stele anconitane spiccano, tra tutte le altre testimonianze funerarie ritrovate in Italia, per l'assoluta aderenza all'arte ellenistica e su questo punto non trovano confronto neanche nelle città della Magna Grecia e della Sicilia.
La struttura delle stele è quella di un naiskos (tempietto), coronato da un piccolo frontone e da un acroterio, con due varianti tipologiche, descritte di seguito:
- stele ad edicola, con due colonnine a capitello corinzio ed architrave a metope lisce e triglifi (ad esempio la stele "di Symmachos" e quella "di Damo").
- stele a lastra rastremata verso l'alto (ad esempio la stele "di Arbenta" e quella "di Apollonio").

Le sculture delle stele rappresentano scene di banchetto, colloquio o commiato funebre, spesso con persone che si scambiano il gesto della dexiosis, ossia dello stringersi la mano destra, gesto che simboleggiava la fiducia reciproca, l'alleanza, il siglare un patto, ma anche l'unione che supera la morte. 
Le iscrizioni ricordano il nome del defunto, o della defunta, (al vocativo), il suo patronimico (al genitivo), e infine l'estremo saluto: chrēste chaire (ΧΡΗΣΤΕ ΧΑΙΡΕ), ossia "O valoroso (buono, amorevole, prode, virtuoso, valoroso), addio!". 
Le stele greche anconitane trovano confronti stringenti con quelle delle Isole Cicladi e dell'Isola di Delo, da cui alcuni esemplari provengono, mentre altri sono opera di botteghe di scultori locali, come prova l'uso di calcare proveniente da cave della zona anconitana. Secondo altri archeologi, le stele greche di Ancona rimandano anche a quelle di Corfù, l'antica colonia di Korkyra. Alcune stele, inoltre, rimandano ad esempi della città di Bisanzio.
Per la loro importanza, nella tabella sottostante si elencano tutte le stele greche esposte nei musei della città e i loro testi. Si trovano nella Sezione "Ancona greco-ellenistica e romana" del Museo archeologico nazionale delle Marche, tranne la stele di Arbenta, che si trova al Museo della città. Il termine "chrēste", oltre che con "valoroso" può essere tradotto anche con "buono", "amorevole", "prode" o "virtuoso". Le vesti si segnalano solo se non sono greche; similmente si segnalano i nomi propri non greci. Le stele non elencate non sono esposte o, pur conservandosi le descrizioni, sono andate perdute nel corso dei secoli.
| denominazione convenzionale  | testo greco                       | trascrizione                        | traduzione                                             | note | immagine |
| ---------------------------- | --------------------------------- | ----------------------------------- | ------------------------------------------------------ | --- | -------- |
| Stele dell'addio al padre    | iscrizione non conservata         | -                                   | -                                                      | marmo; tipo a colonnine, ma senza frontone                                                                 |          |
| Stele dell'addio alla moglie | [---]ΕΝΑ ΓΑΙΟΥ [---] ΧΑΙΡΕ        | [---]ena, Gaiou [---], chaire       | [---]ena, figlia di Gaio [---], addio!                 | calcare; tipo a colonnine, prodotta in Ancona; il nome "Gaio" è romano                                     |          |
| Stele dei coniugi            | [Α]ΝΤΙΦΙΛΟΙ[...]                  | [A]ntifiloi[...]                    | testo incompleto                                       | marmo; tipo a lastra senza frontone; prodotta in Ancona; modelli: figure da Bisanzio, architettura da Delo |          |
| Stele di Anferistos          | ΑΝΦΗΡΙΣΤΕ ΑΝΦΗΡΙΣΤΟΥ ΧΡΗΣΤΕ ΧΑΙΡΕ | Anfēriste Anfēristou chrēste chaire | O Anferistos, figlio di Anferistos, o valoroso, addio! | marmo; tipo a lastra                                                                                       |          |
| Stele di Apollonios          | ΑΠΟΛΛΩΝΙΕ ΠΑΣΙΩΝΟΥ ΧΡΗΣΤΕ ΧΑΙΡΕ   | Apollōnie Pasiōnou chrēste chaire   | O Apollonios, figlio di Pasionos, o valoroso, addio!   | marmo; tipo a lastra; prodotta in Ancona                                                                   |          |
| Stele di Arbenta             | ΑΡΒΕΝΤΑ ΣΟΠΑΤΡΟΥ ΧΑΙΡΕ            | Arbenta Sopatrou chaire             | O Arbenta, figlio di Sopatros, addio!                  | marmo; tipo a lastra; forse prodotta in Ancona; il nome "Arbenta" è italico                                |          |
| Stele di Aspasia             | ΑΣΠΑΣΙΑ ΠΡΩΤΟΥ ΧΡΗΣΤΗΙ ΧΑΙΡΕ      | Aspasìa Prōtou chrēstēi chaire      | O Aspasia, figlia di Proton, o valorosa, addio!        | marmo; tipo a lastra; prodotta in Ancona; la figura maschile ha la toga                                    |          |
| Stele di Damo                | ΔΑΜΩ ΧΡΗΣΤΗΙ ΧΑΙΡΕ                | Damō chrēstēi chaire                | O Damo, o valorosa, addio!                             | marmo; tipo a lastra; prodotta in Ancona                                                                   |          |
| Stele di Gaulion             | ΓΑΥΛΙΩΝ ΔΙΟΠΟΜΠΟ[Υ] ΧΑΙΡΕ         | Gaylion Diopompou chaire            | O Gaulion, figlio di Diopompos, addio!                 | marmo; tipo a lastra; prodotta in Ancona                                                                   |          |
| Stele di Simmaco             | ΣΥΜΜΑΧΕ ΣΟΠΑΤΡΟΥ ΧΡΗΣΤΕ ΧΑΙΡΕ     | Symmache Sopatrou chrēste chaire    | O Simmachos, figlio di Sopatros, o valoroso, addio!    | marmo; tipo a colonnine; la figura maschile ha la toga                                                     |          |

### Bassorilievo con suonatrice dikhitaradanzante

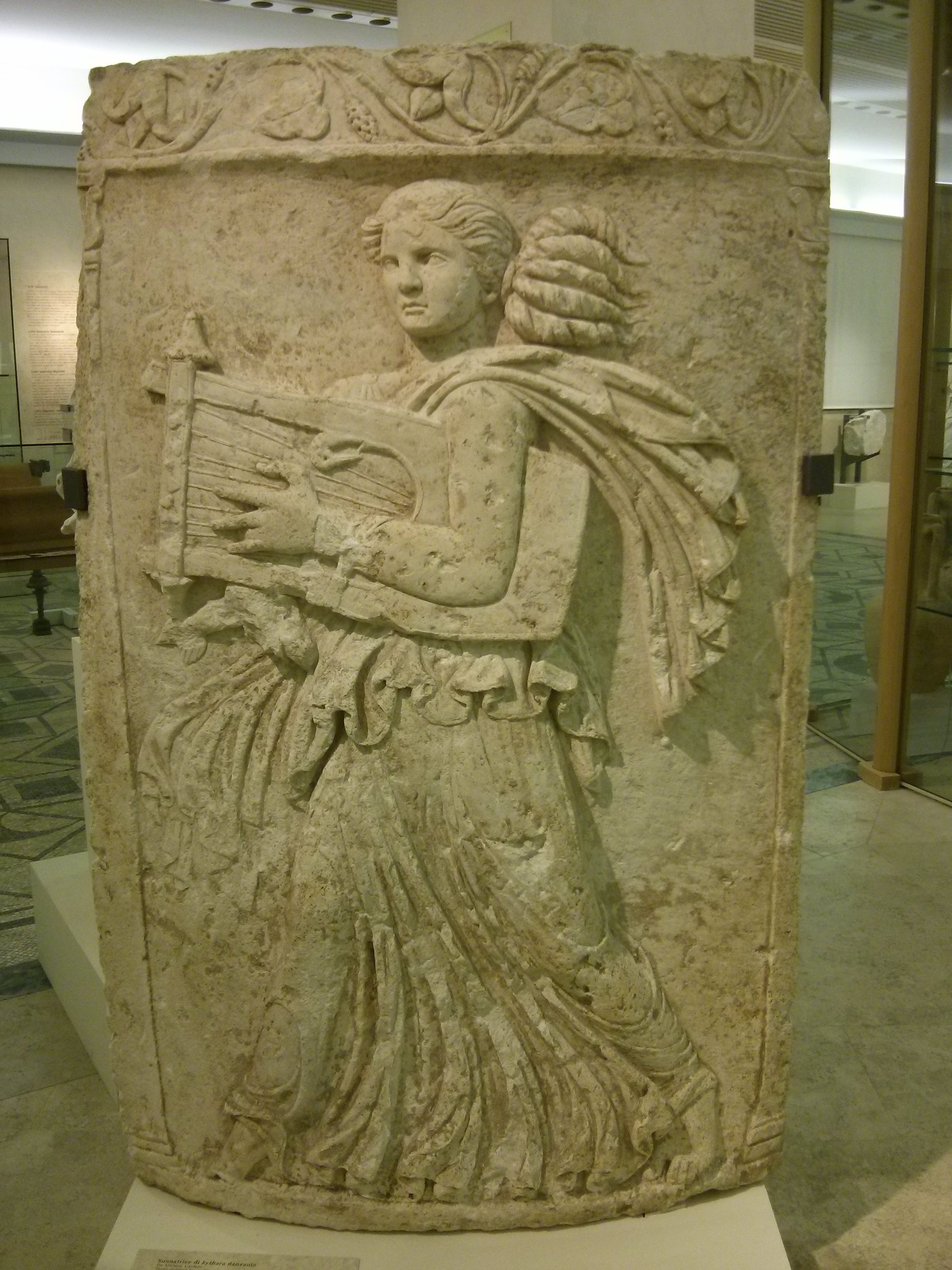
Bassorilevo con suonatrice di khitara danzante.

Nel 1904 fu riportata alla luce una lastra di calcare, convessa e decorata a bassorilievo, alta 1,74 metri. L'autore dello scavo interpretò il reperto come parte di una tomba monumentale rotonda con basamento circolare in travertino, superiormente divisa in dodici facce scolpite, tra cui quella ritrovata. Il bassorilievo rappresenta una suonatrice di kithara, strumento a corde diffusissimo nell'antica Grecia, di cui si trovano spesso testimonianze nella mitologia. La suonatrice si muove con passo di danza e indossa un peplo con apoptygma ed himation, elegantemente fluttuanti per l'incedere della danza. Particolare è la chioma, raccolta in una vaporosa coda vista di prospetto, mentre il corpo è di profilo e il viso di tre quarti. La khitara è portata di traverso, stretta sotto il braccio, e la suonatrice usa un plettro a forma di pesce. Secondo alcuni studi, l'iconografia della figura può far supporre che rappresenti una musa. 
La figura della danzatrice è incorniciata alla sommità da un fregio con motivi vegetali e, sui due lati, da mezze lesene con capitello ionico; le restanti metà delle lesene sarebbero state scolpite sulle lastre adiacenti, che tutte insieme avrebbero dato una pianta dodecagonale.
È esposta al Museo nazionale delle Marche, nella sezione "Ancona greco-ellenistica e romana". 
Gli archeologi contemporanei ravvisano nella scultura un'influenza del Neoatticismo e della Scuola di Pergamo, correnti artistiche del tardo ellenismo; in base a ciò, l'opera, originariamente riferita al III - II secolo a.C., è oggi ritenuta invece del II - I secolo a.C. L'appartenenza ad un monumento funerario è ancor oggi accettata, anche se si ritiene che si possa ipotizzare, in forma subordinata, anche una probabile localizzazione su un heroon o su una fontana circolare.
Il bassorilievo anconitano trova un confronto con la coeva "base delle danzatrici" trovata in via Prenestina (Roma), costituita da sette lastre convesse scolpite (manca l'ottava), originariamente poste in cerchio a ricoprire il nucleo di un monumento. Altro confronto coevo è con il basamento circolare con Nikai, ritrovato a Butrinto.
Il reperto si trova al Museo Archeologico Nazionale delle Marche.

### Epigrafi
Non ci citano in questo capitolo le iscrizioni presenti nelle stele funerarie ancor oggi conservate, né quelle che si trovano negli oggetti ritrovati nelle tombe, perché descritte nei capitoli "Le stele figurate e iscritte" e "Gli oggetti di prestigio".
Nel porto di Ancona è stata ritrovata nel 1540 una colonna con una lunga epigrafe greca, dedicata dagli ἀλειφομένοι, ossia dai lottatori, al ginnasiarca Βάτον (Báton) in segno di gratitudine per aver ottenuto varie vittorie nei agoni ginnici tenuti in onore di Ermes e di Eracle. Il ginnasiarca si occupava di allenare, retribuire ed incoraggiare i concorrenti che erano selezionati tra gli efebi  del ginnasio. Alcuni autori sostengono però che l'epigrafe sia stata ritrovata ad Ancona solo perché ve la portò nel 1427 Ciriaco d'Ancona dopo averla vista e trascritta a Santorino. L'epigrafe, considerata perduta sino a tempi recenti, è oggi conservata al Musée des monnaies, médailles et antiques a Parigi.
Un'altra epigrafe greca è stata trovata nei pressi delle mura dell'Acropoli; il testo, chiaramente pertinente ad una stele funeraria, è ΣΜΙΝΘΙΟΣ ΤΙΤΕΛΟΥ ΧΑΙΡΕ (Sminthios Titelou chaire), ossia: Sminthios figlio di Titelos, addio.
Infine, una stele con bassorilievo rappresentante un cavaliere ed un'iscrizione riportata dagli antichi autori ha questo testo: ΡΟΔΩΝ ΑΡΙΣΤΩΝΟΣ ΑΙΞΟΝΕΥΣ (Rodon Aristonos Aixoneys), ossia: "Rodon figlio di Aristone da Aissone". Autori moderni sostengono però che la stele provenga da Atene e sia stata trasportata ad Ancona in età umanistica.

### Le sfingi

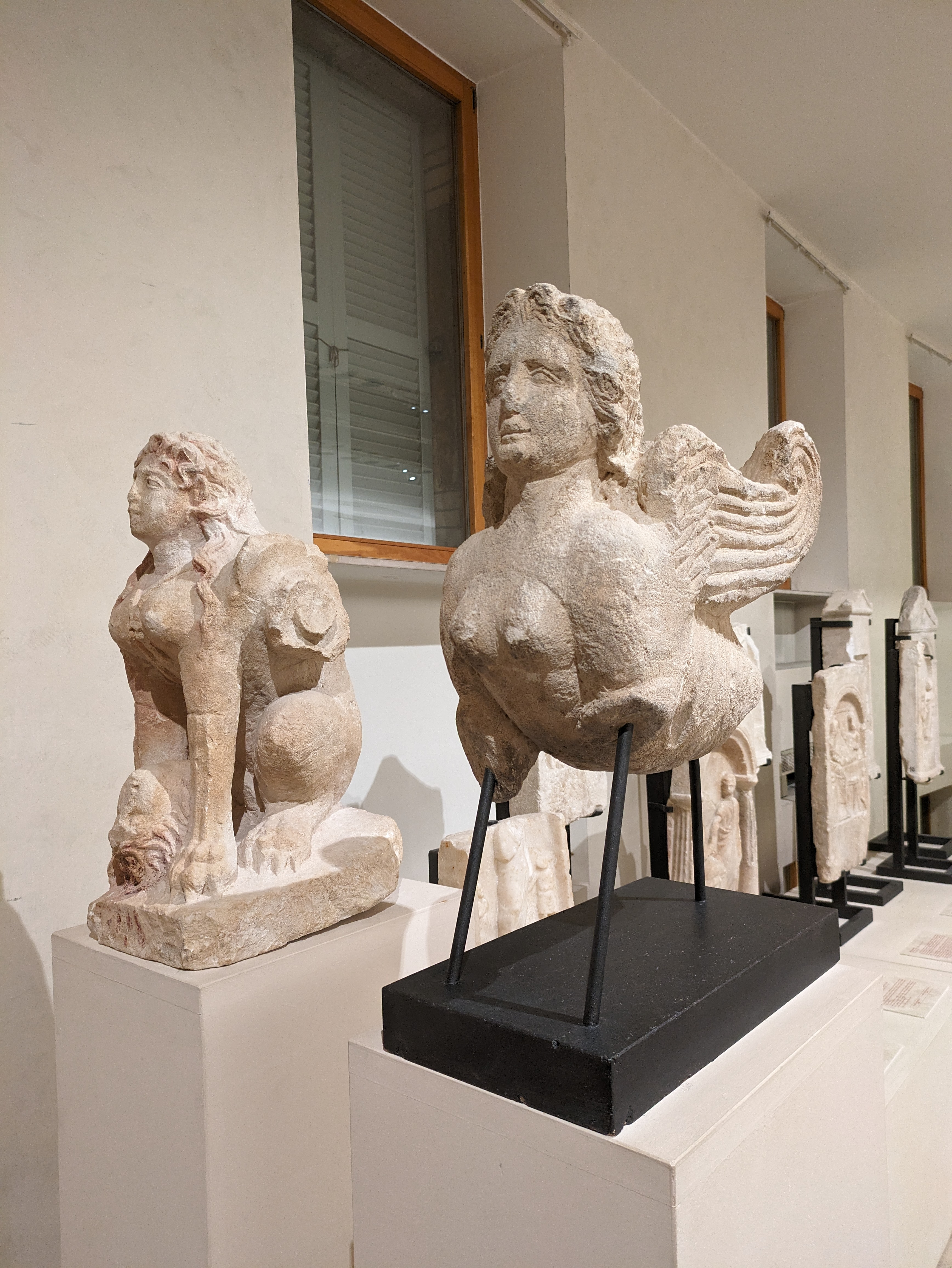
Sfingi poste all'ingresso della sezione "Ancona ellenistica e romana" del Museo archeologico nazionale delle Marche

Agli inizi del Novecento sono state rinvenute due statue di sfingi, mostruosi esseri alati, metà donne e metà fiere, che originariamente erano collocate agli angoli dei recinti funerari, a guardia delle tombe. Oggi sono poste quasi come guardiane all'ingresso della sezione ellenistica del Museo Archeologico Nazionale. Una delle due statue stringe tra le zampe una testa decapitata.
In tutta la costa adriatica italiana esistono esemplari simili solo in Veneto. Sono risalenti al II - I secolo a.C. e sono scolpite in calcare del Cònero, cosa che mostra la loro origine locale. Sia gli esemplari anconitani, sia quelli veneti derivano da prototipi orientali e sono dunque un'ulteriore testimonianza delle relazioni intense con l'Oriente mediterraneo.

### Gli oggetti di prestigio

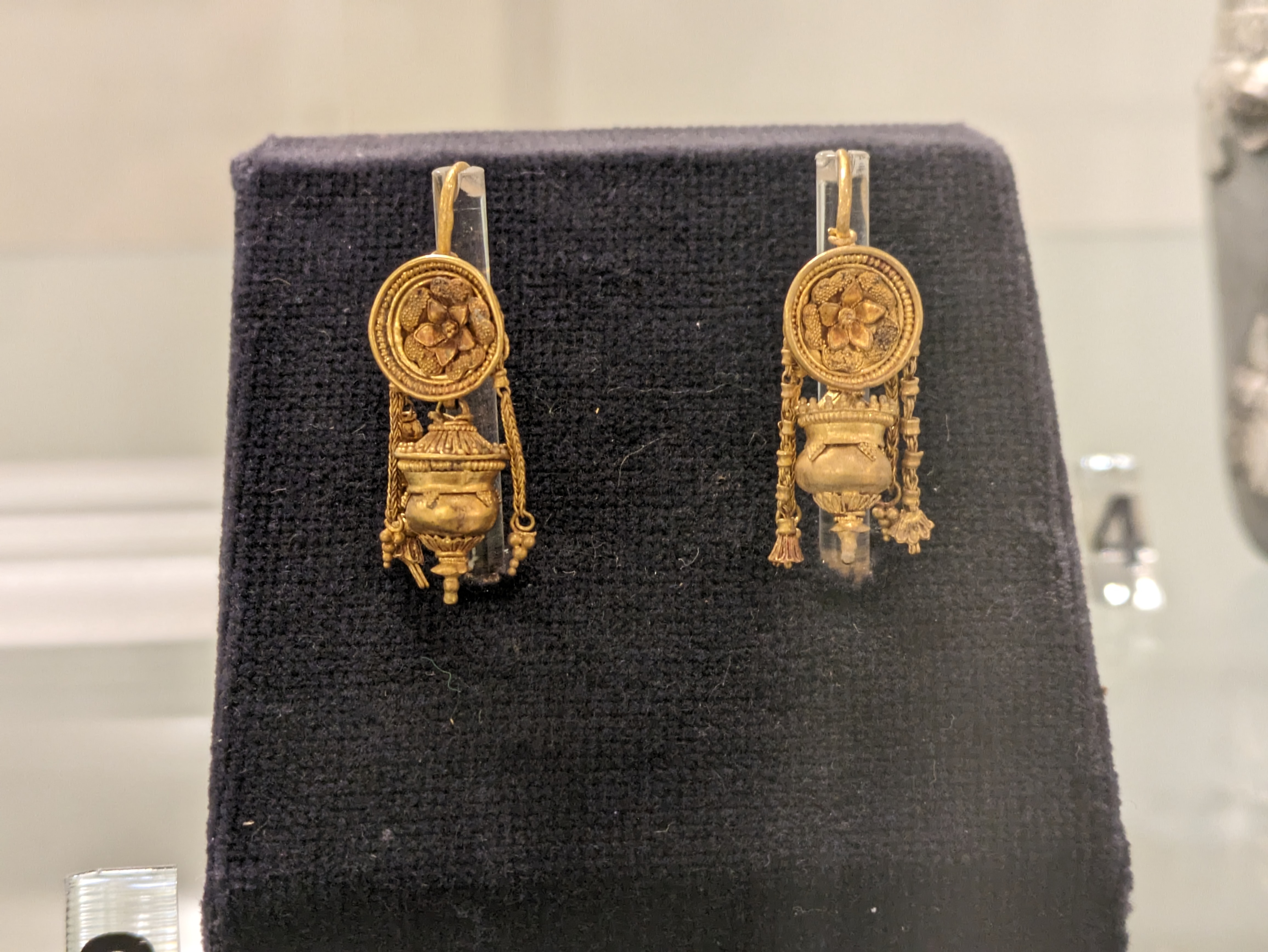
Orecchini in oro - Museo archeologico nazionale delle Marche

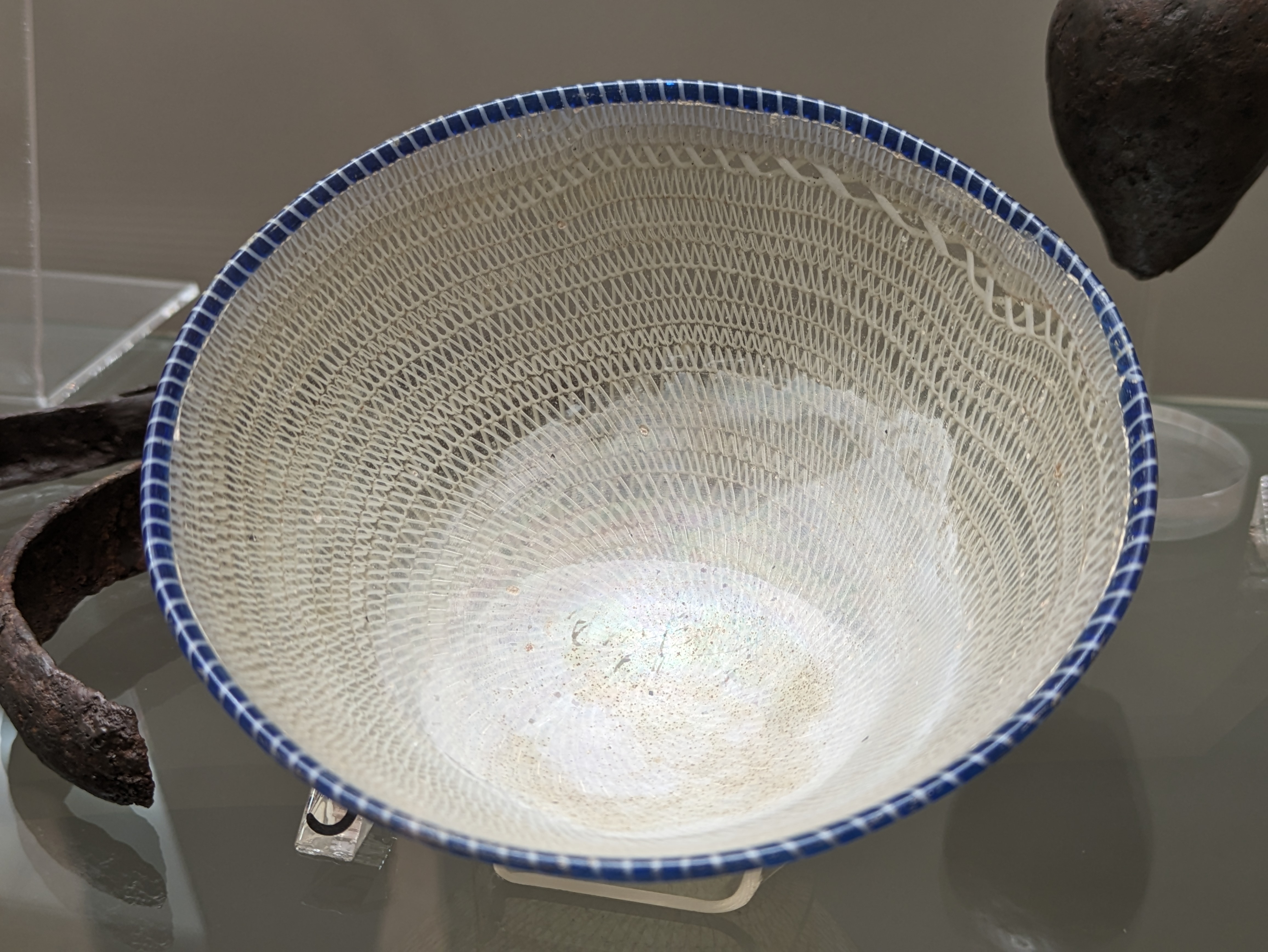
Coppa vitrea a reticello

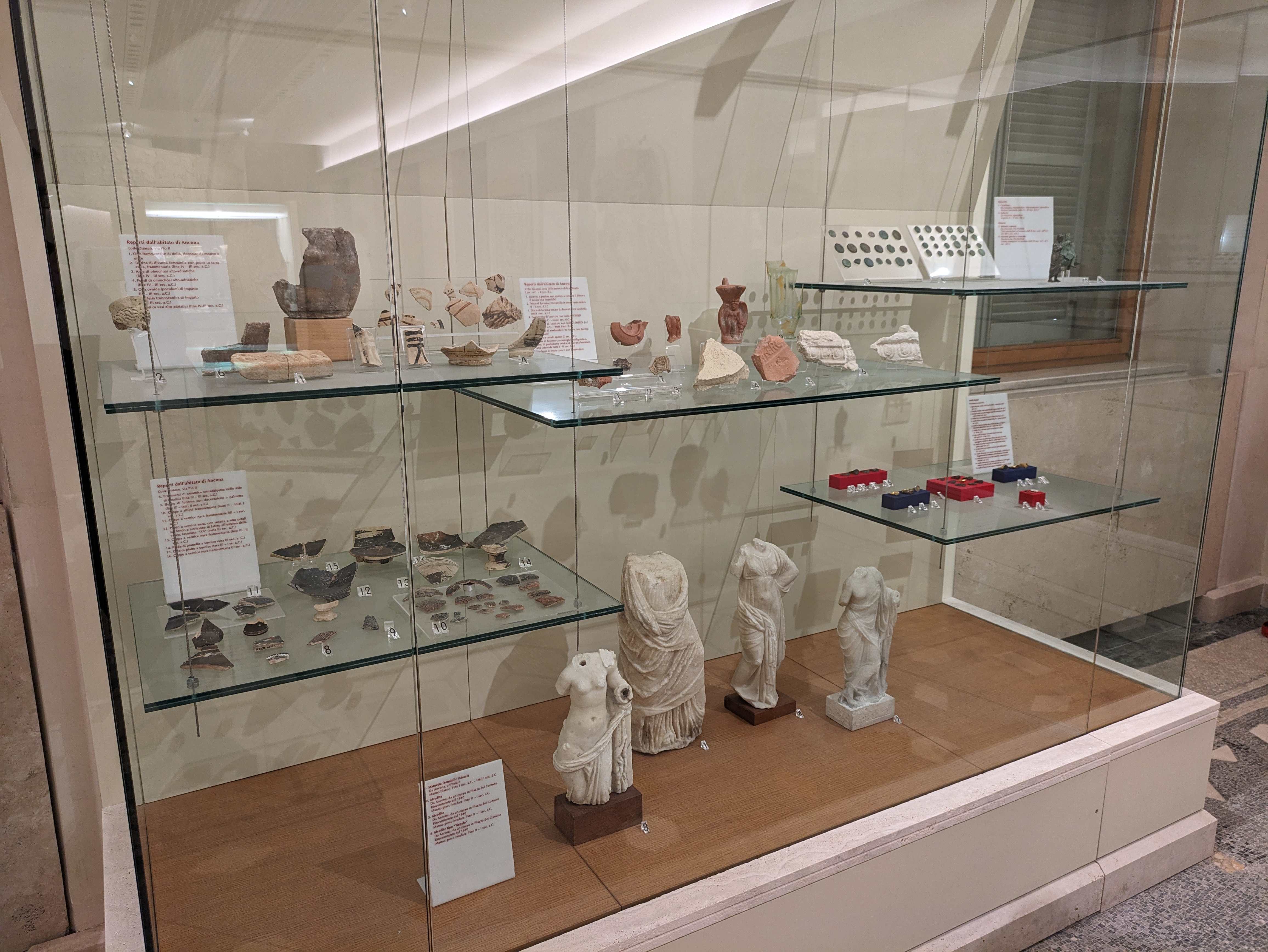
Statue acefale di Venere, da piazza del Comune (piazza B. Stracca)

Alcuni reperti ritrovati nella necropoli, significativi come testimonianza delle intense relazioni con il mondo greco e del benessere raggiunto da Ankón nel II e nel I secolo a.C., sono elencati di seguito. Di alcuni si ipotizza la realizzazione in botteghe locali. Non si citano gli esemplari, provenienti dalla stessa necropoli, ma della seconda metà del I secolo a.C., in quanto risalgono all'età in cui Ancona è ormai una città romana. I reperti citati si trovano tutti al Museo Archeologico delle Marche, tranne l'ultimo (vaso a forma di pantera) che si trova invece al Museo della Città.
- Resti di una preziosa veste sacerdotale, provenienti dalla "tomba dell'augure", del II secolo a.C.; era tinta di porpora e trapuntata d'oro (sono rimasti i fili aurei); nella stessa tomba è stata ritrovata una corona in bronzo dorato e bacche di terracotta e un lituo, il bastone augurale dei sacerdoti.
- Resti di una veste allacciata con bottoni d'oro, provenienti da una tomba femminile del II secolo a.C.[34]. L'uso di allacciare le vesti con i bottoni era rara nelle città italiche (dove si usavano invece fibule) e tipica invece della Grecia; la presenza di bottoni nella tomba anconitana mostra quindi l'adesione della città ai modi greci.
- Orecchini di elaborata fattura e complessa forma, gioielli preferiti dalle donne dell'antica Ancona. Sono decorati con paste vitree e a volte sono identici agli elementi usati come bottoni, mostrando versatilità nell'uso. Tra gli orecchini più singolari si citano quelli con gallo[34], quelli con cigno[35], a pavoncella[36], a testa di cavallo[37] o di bue[38].
- Anelli di fattura raffinata, come quello con ametista incisa raffigurante Achille e Pentesilea[39][40] e quello in argento ed oro con l'incisione in Greco "ΠΙCΤΕΙC" (pisteis), ossia "pegno di fedeltà"[41], da intendersi come un pegno d'amore. Quest'ultimo anello mostra l'uso della lingua greca come lingua quotidiana ancora nel II - I secolo a.C.
- Oggetti d'argento, che si affiancano a quelli d'oro, precedentemente quasi esclusivi nei monili preziosi, seguendo una tendenza che parte dalla Magna Grecia e si diffonde anche a Roma. Gli argenti della necropoli di Ancona appartengono soprattutto a due categorie: oggetti per la toletta (in gergo archeologico argentum balneare) e per bere (argentum potorium); gli argenti da tavola (argentum escarium) sono invece poco rappresentati. Si ricordano gli oggetti più pregiati: spatule per mescolare cosmetici, tra quella con incisione raffigurante Afrodite anadiomene[42]; un acus crinalis  del tipo "spillone-pettine" con incisione raffigurante una vittoria alata[43]; una pisside con coperchio istoriata con motivi vegetali; un urceolus (brocchetta) con ansa figurata ad attore comico, che testimonia il culto del dio Dioniso e che reca, sul fondo, un augurio in lingua greca[44]. Una tazza d'argento riporta sotto al piede un'iscrizione greca abbreviata, sciolta come segue: Ηφαιστίων Βίωνος ὸ Δίβωνος ὸ μοχενής σόος πίε (ad Efaistíon da Díbonos, tuo fratello di latte, in buona salute, bevi!)[45].
- Letti funebri (klinai) con decorazioni in osso, le cui gambe erano allocate in appositi pozzetti angolari all'interno delle tombe.
- Coppe di vetro di raffinata fattura, tra cui una a reticello[46], una a mosaico[47] e due policrome con foglia d'oro[48] di cui esistono esemplari simili in Adriatico solo in Daunia e ad Adria. Risalgono al tardo II secolo a.C.
- Vaso a forma di pantera (o ghepardo, o lince)[49], che trova confronti solo nella colonia greca di Metapontion e risale al 100 a.C. circa. La pantera è animale sacro a Dioniso, in quanto ritenuta assetata di vino, e nella stessa tomba sono stati ritrovati altri oggetti che testimoniano il culto di questo dio: un obolo di Caronte, una patera per l'"acqua della memoria", un "chiodo del destino" e un "uovo della rinascita", tutti oggetti che richiamano anche il culto orfico. Si ritiene che il particolarissimo vaso sia stato destinato a contenere vino o olio profumato.

### Statue di Afrodite
Nell'immediato dopoguerra furono ritrovate, in un pozzo di Piazza del Comune (piazza B. Stracca), tre statue alte circa 50 cm. e rappresentanti Afrodite, risalenti alla fine del II secolo a.C. o all'inizio del secolo successivo. Sono di marmo bianco, mancano della testa e una delle tre è del tipo "Tiepolo". Sono un'ulteriore testimonianza del culto di Afrodite in città. Sono tutte esposte al Museo Archeologico Nazionale delle Marche.

## Tempio di Afrodite

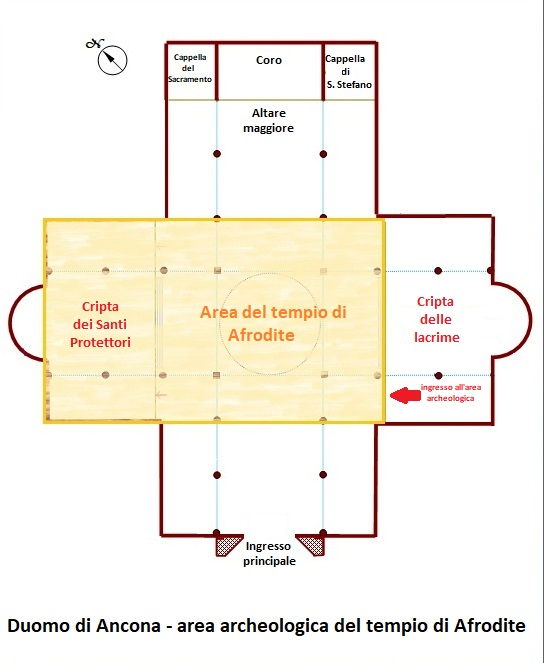
Pianta del Duomo - in giallo è evidenziata l'area archeologica del tempio di Afrodite.

Nel 1932, alcuni saggi eseguiti nei pressi dell'abside sinistra del duomo permisero di scoprire i resti di una muratura costituita da grandi blocchi di arenaria in filari pseudoisodomi; subito alcuni studiosi ipotizzarono che tale struttura appartenesse ad un edificio templare, forse quello dedicato a Venere citato da Catullo e Giovenale. Che l'edificio cristiano fosse stato costruito sopra al tempio di Venere/Afrodite era già stato ipotizzato dalla storiografia, pur in mancanza di testimonianze archeologiche.. 
Nel 1948, in occasione dei lavori di restauro del duomo, danneggiato dai bombardamenti della Seconda guerra mondiale, superando numerose difficoltà fu eseguito uno scavo completo di tutto il sottosuolo, ed in effetti furono rinvenuti resti di un tempio pagano, coincidente con il transetto della chiesa.
Il tempio fu subito identificato con quello citato da Catullo e Giovenale e rappresentato nella scena 58 della Colonna Traiana. 
Data l'importanza degli scavi del tempio di Afrodite, si rimanda al dettagliato capitolo ad esso dedicato, all'interno della voce Duomo di Ancona.

## Mura e strade

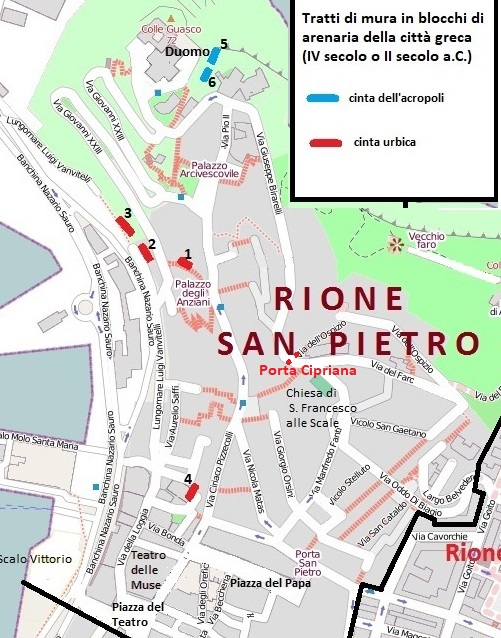
Tratti di mura in opera quadrata in arenaria, interpretati come mura greche del IV o del II secolo a.C.

La tradizione storiografica ha identificato in alcuni tratti di muri antichi in opera quadrata, costituite in blocchi di arenaria, i resti delle mura cittadine della città 
greca e della sua acropoli; sono tutti situati nel colle Guasco. I filari sono pseudo-isodomi: i blocchi di pietra, giustapposti a secco, hanno dimensioni costanti nell'altezza (60 cm), ma non nella larghezza; i blocchi hanno un trattamento a bugnato e sono collegati da grappe a coda di rondine. Si fornisce un elenco dei tratti in questione, aggiungendovi anche quelli di identica fattura scoperti in epoca più recente:
- tratto murario di via della Cisterna, nei pressi del Palazzo degli Anziani (sulla mappa: 1); si sono conservati 5 filari, per un'altezza massima di 3 metri
- tratto murario al di sotto di via Giovanni XXIII, visibili da via Vanvitelli (sulla mappa: 2); si sono conservati 13 filari, per un'altezza massima di 8,5 metri.
- tratto murario dell'area archeologica del porto romano, visibile dal passaggio pedonale che collega le due parti di via Vanvitelli (sulla mappa: 3); si sono conservati 9 filari, per un'altezza massima di 6 metri.
- tratto murario sottostante la chiesa di Santa Maria della Piazza, visibili nell'area archeologica della basilica paleocristiana (sulla mappa: 4);
- due tratti murari molto vicini, situati nel giardino dell'ex Istituto Birarelli di via del Guasco (sulla mappa: 5 e 6).

Nel corso degli anni si è acceso un dibattito sulla datazione e sull'interpretazione di questi resti archeologici. Secondo alcuni studi, i tratti di mura sarebbero avanzi della cinta urbana del IV secolo a.C., e dunque della prima fase della colonia greca. I primi quattro tratti sarebbero pertinenti alla cinta urbica, gli ultimi due a quella dell'acropoli. Secondo altri studi, invece, i tratti risalirebbero invece all'età ellenistica e dunque alla fase finale della colonia greca, nel periodo della progressiva romanizzazione. Alcuni, infine, interpretano i tratti rimasti come terrazzamenti del colle Guasco; questa ipotesi non smentisce, peraltro, la precedente, in quanto tratti di mura cittadine costruiti su ripidi pendii sono necessariamente anche muri di contenimento.
Alcuni autori ipotizzano, con una certa cautela, che l'antica Porta Cipriana, situata tra via Fanti e via Birarelli (vedi la mappa a fianco), possa ricordare nel nome un'antica porta della cinta greca, porta dedicata ad Afrodite, nel suo attiributo di "cipria", oppure nella sua identificazione con la dea Cupra. La strada che vi inizia, infatti, portava al tempio di Afrodite.
Ciò consentirebbe di ricostruire con un maggior dettaglio il perimetro delle mura.
Per quanto riguarda le strade, solo due lacerti sono finora venuti alla luce: un tratto di basolato nella zona dell'Anfiteatro, al di sotto di un mosaico romano, e un altro tratto basolato nella zona del Montagnolo.
L'esistenza di una strada extraurbana è sicura, per la presenza della necropoli ai suoi bordi: si tratta dell'asse stradale attuale costituito da corso Matteotti e corso Amendola, ossia l'antica via per il Cònero e Numana.

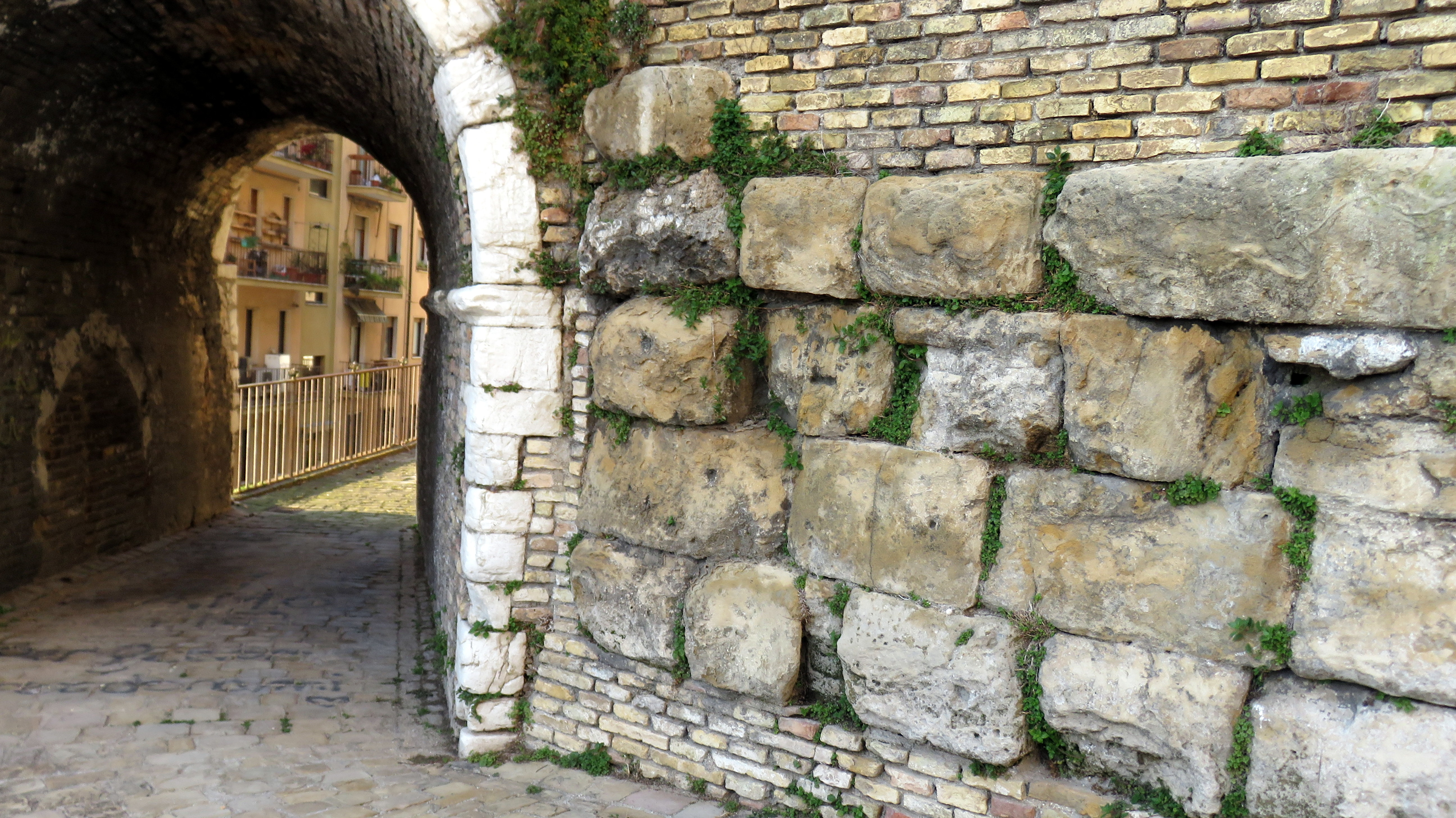
Mura ed arco di via della Cisterna (sulla mappa: 1)
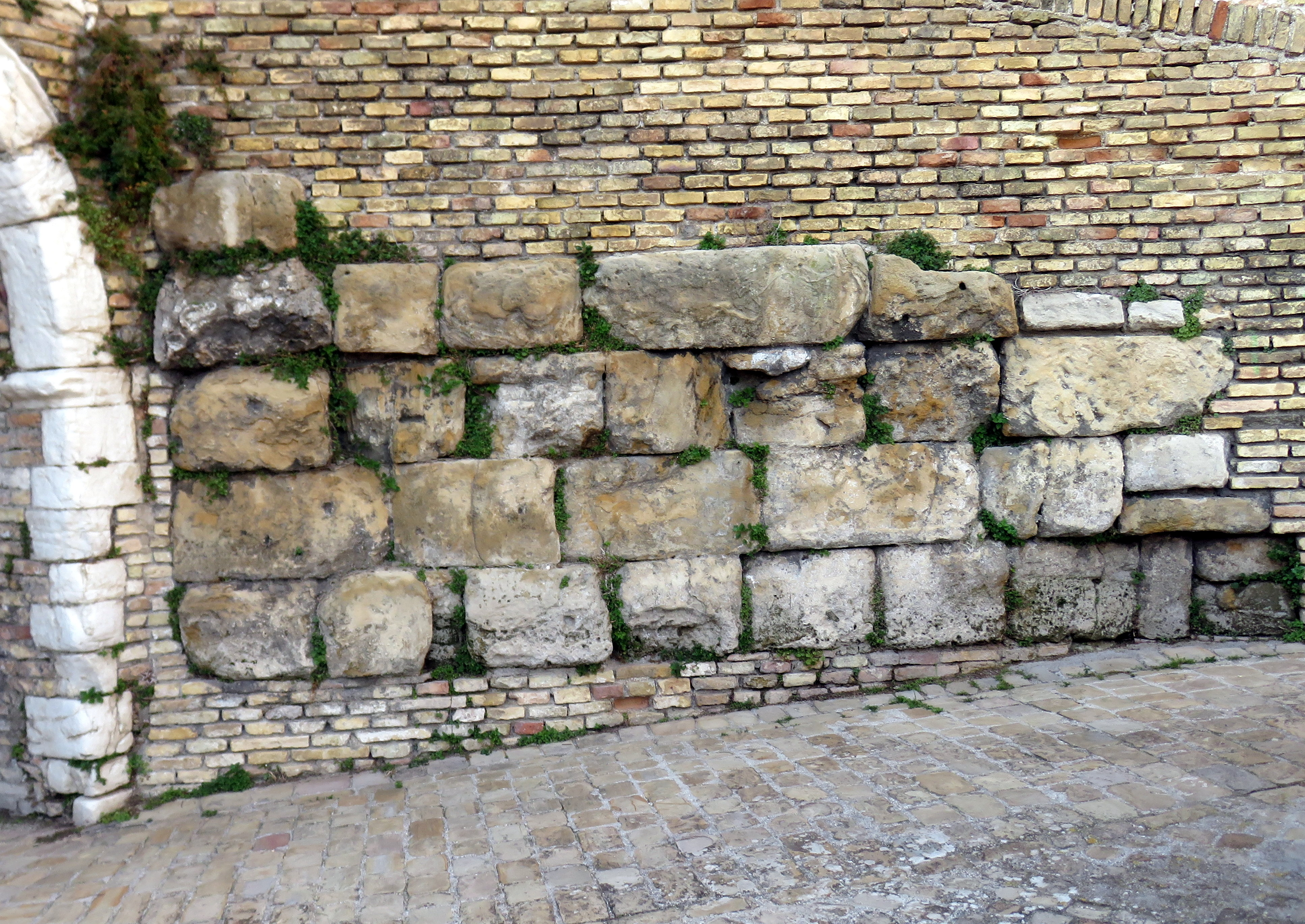
Mura di via della Cisterna viste di fronte (sulla mappa: 1)
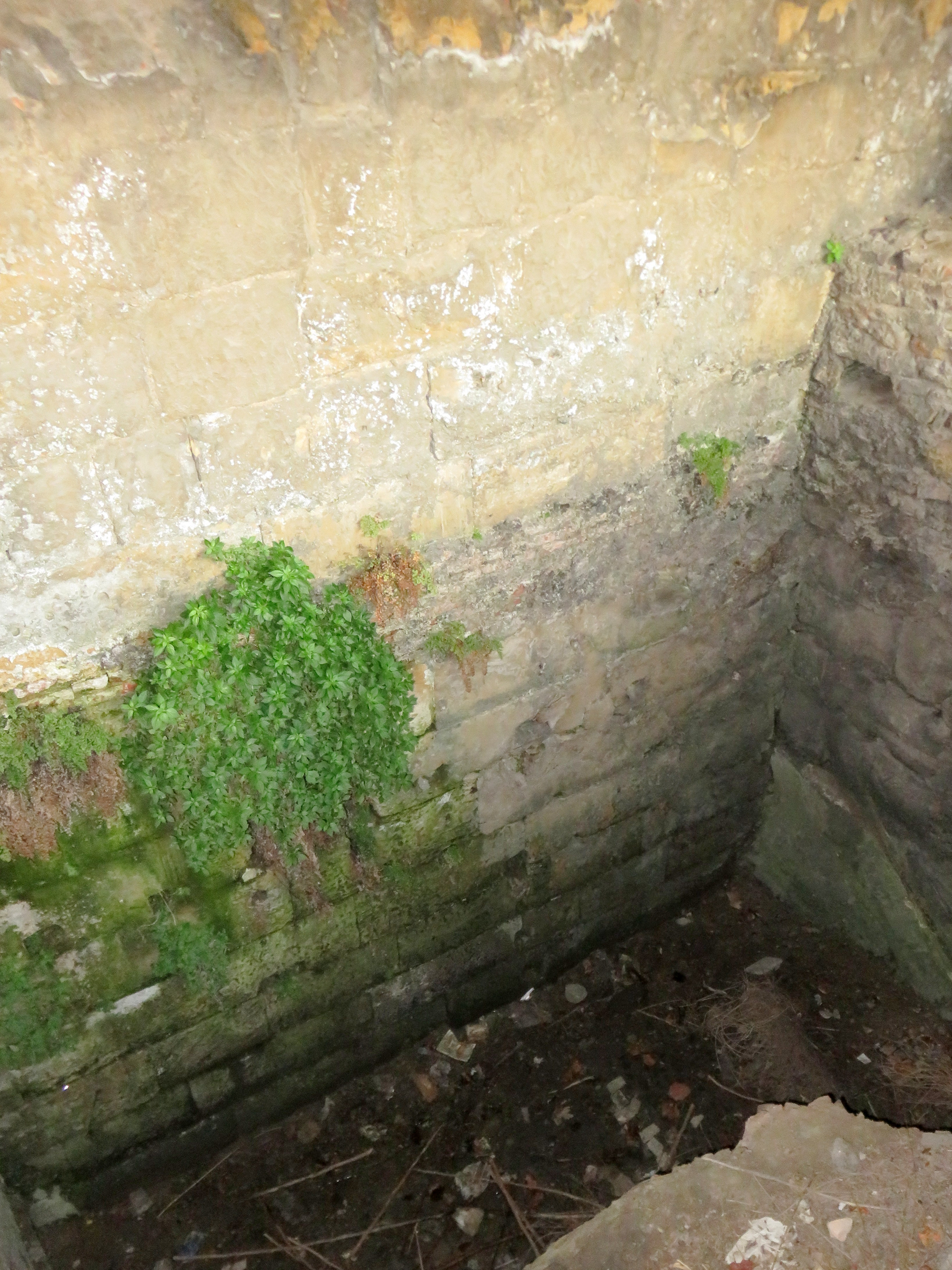
Mura sottostanti via Giovanni XXIII (sulla mappa: 2)
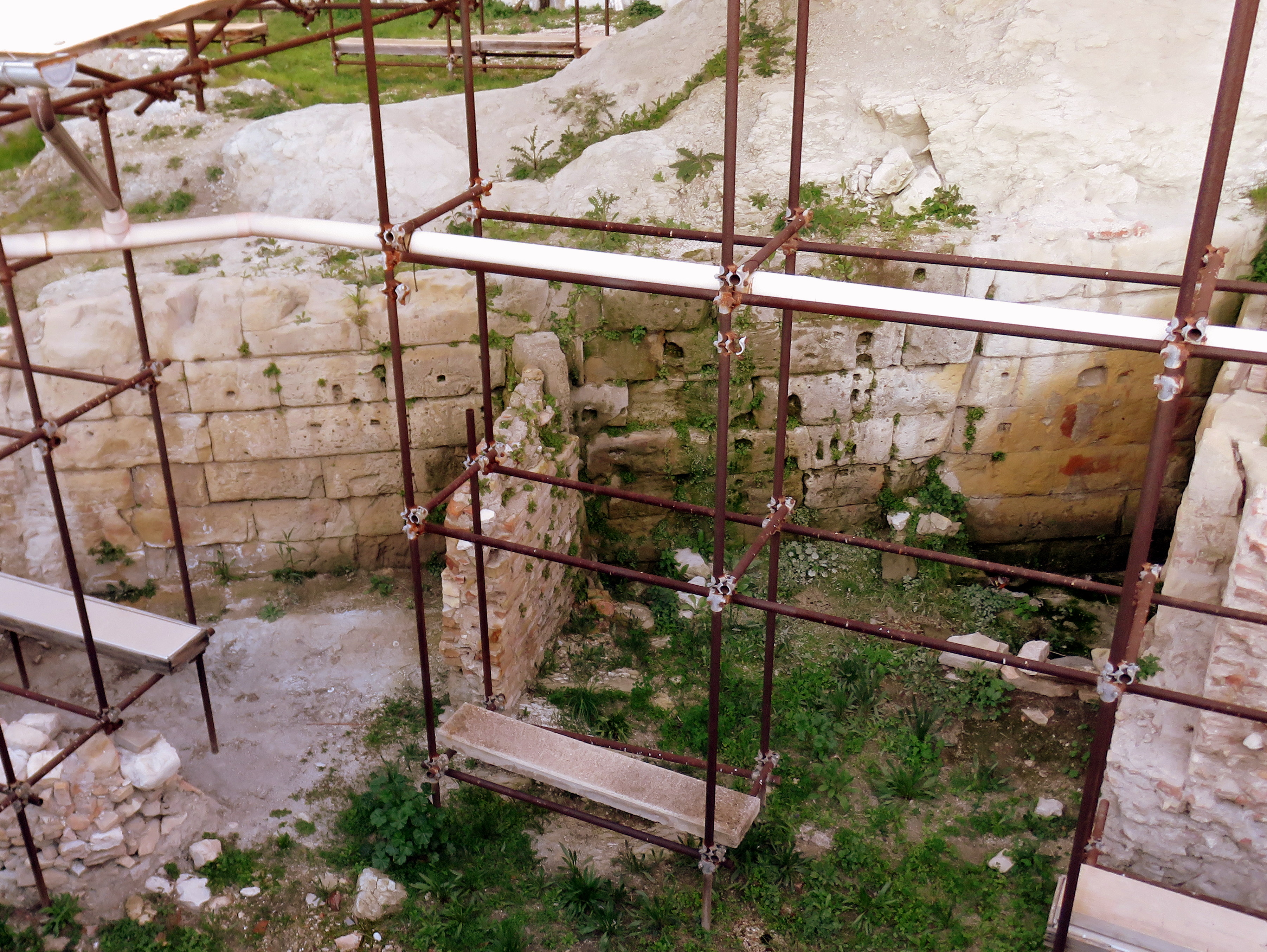
Mura dell'area archeologica del porto antico - tratto nord (sulla mappa: 3)
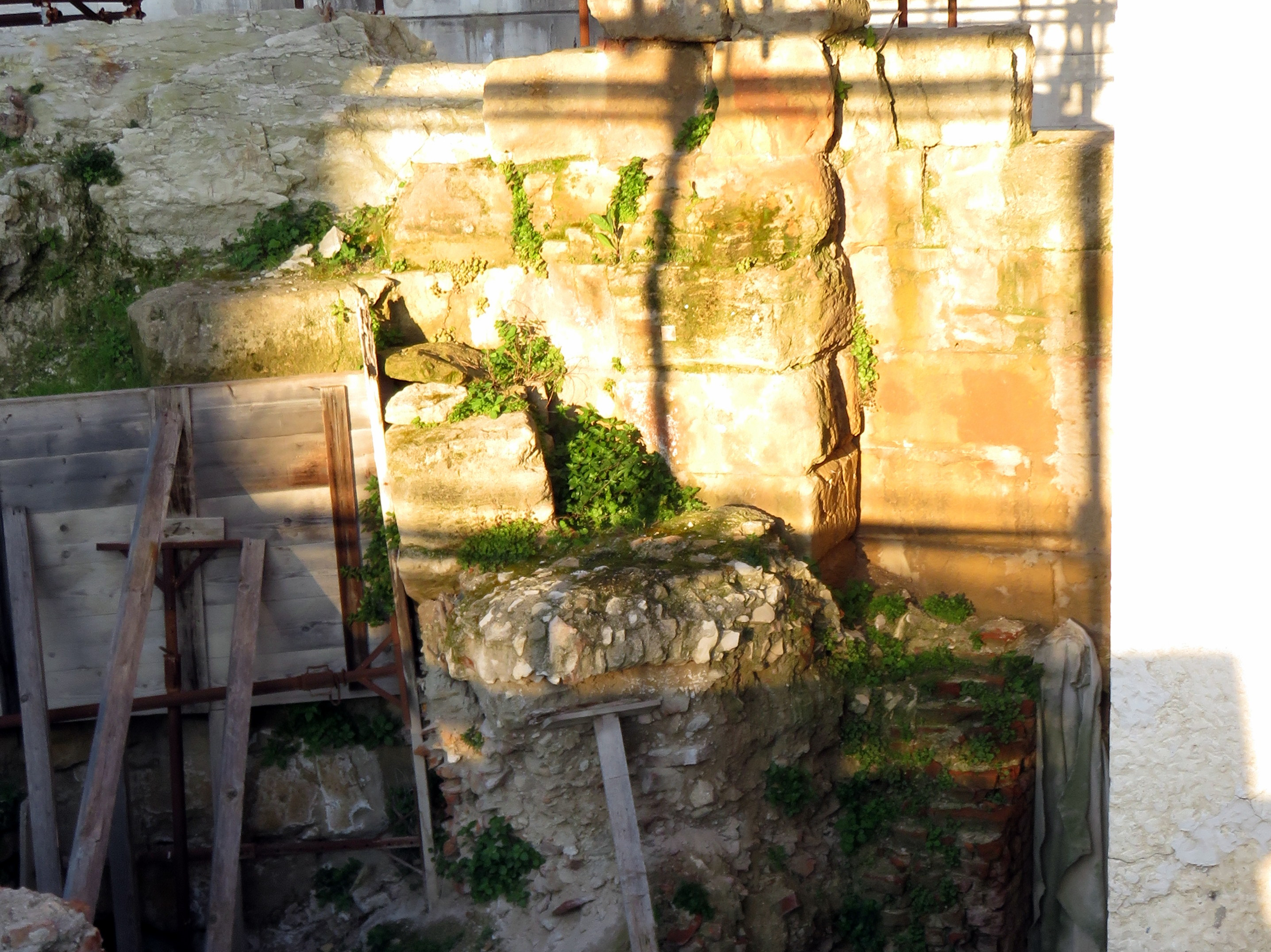
Mura dell'area archeologica del porto antico - tratto sud (sulla mappa: 3)
Mura dell'acropoli (sulla mappa: 5)